# Гернси
Гернси (англ. Guernsey, о файле/ˈɡɜːrnzi/) — остров у побережья Нормандии в проливе Ла-Манш, один из Нормандских островов. Входит в состав коронного владения Гернси. Крупнейший город острова — Сент-Питер-Порт.
Остров не является частью Великобритании, хотя обороной и некоторыми аспектами международных отношений коронного владения (бейливика) королевство и управляет. При этом Гернси принадлежит монарху Великобритании.
Культура на острове представляет смешение британской и нормандской культур, однако британское влияние преобладает. Основным языком является английский, хотя распространён и французский язык. Кроме того, на острове говорят на гернсийском диалекте нормандского языка.

## Название
Как и название соседнего острова Джерси, слово «Гернси» имеет древнескандинавское происхождение. Точное значение первоначального корня «guern(s)» неизвестно, хотя не исключено, что оно происходит от личного имени Грани или Варинн, либо от слова gron, означающего «сосна». Окончание же «-ey» представляет собой древнескандинавское слово, означающее «остров».
В прошлом остров называли Ленур, а его латинским названием было «Сарния».

## История

### Ранняя история
Остров Гернси, как и другие Нормандские острова, возник около 6000 года до н. э., когда после повышения уровня моря возник пролив Ла-Манш. Во время неолита на острове появились люди, поселившиеся на побережье и построили дольмены и менгиры, существующие и сегодня. Исследователи датируют их постройку около 5000 года до н. э.
На Гернси найдены остатки римских поселений, а находки амфор из Геркуланума и Испании свидетельствуют о развитой региональной и международной торговле. В районе Ла-Плейдери и Сент-Питер-Порта найдены здания, датируемые 100—400 годами н. э., которые, возможно, были складами. В гавани порта Святого Петра были обнаружены остатки корабля, названного «Астерикс». Считается, что это был римское торговое судно, которое попало на мель, когда на нём вспыхнул пожар. Известно, что из королевства Гвент на остров приплывал святой Самсон Дольский, после чего в Гернси распространилось христианство.

### Средневековье
В 933 году Нормандские острова стали частью Нормандского герцогства. В 1066 герцог Нормандский стал английским королём Вильгельмом I. В 1204 году король Иоанн Безземельный потерял большую часть герцогства Нормандского, но Гернси и другие Нормандские острова остались под английским управлением. По условиям Парижского договора 1259 года Франция признала Нормандские острова владением королей Англии. В это время остров развил свою собственную систему правления и институты парламентаризма, и сегодня — это территория с самостоятельным управлением.
В Средние века остров служил убежищем пиратам. Во время Столетней войны Гернси несколько раз захватывали французы. В 1331 году впервые упоминается ополчение Гернси, которое существовало в последующие 600 лет.
В 1372 году на остров вторглись арагонские наёмники, которыми командовал Оуайн Лаугох ап Томас, служивший королю Франции. Позже он вместе с темноволосыми наёмниками вошёл в гернсийские легенды как фейри, вторгшиеся из-за моря.

## География

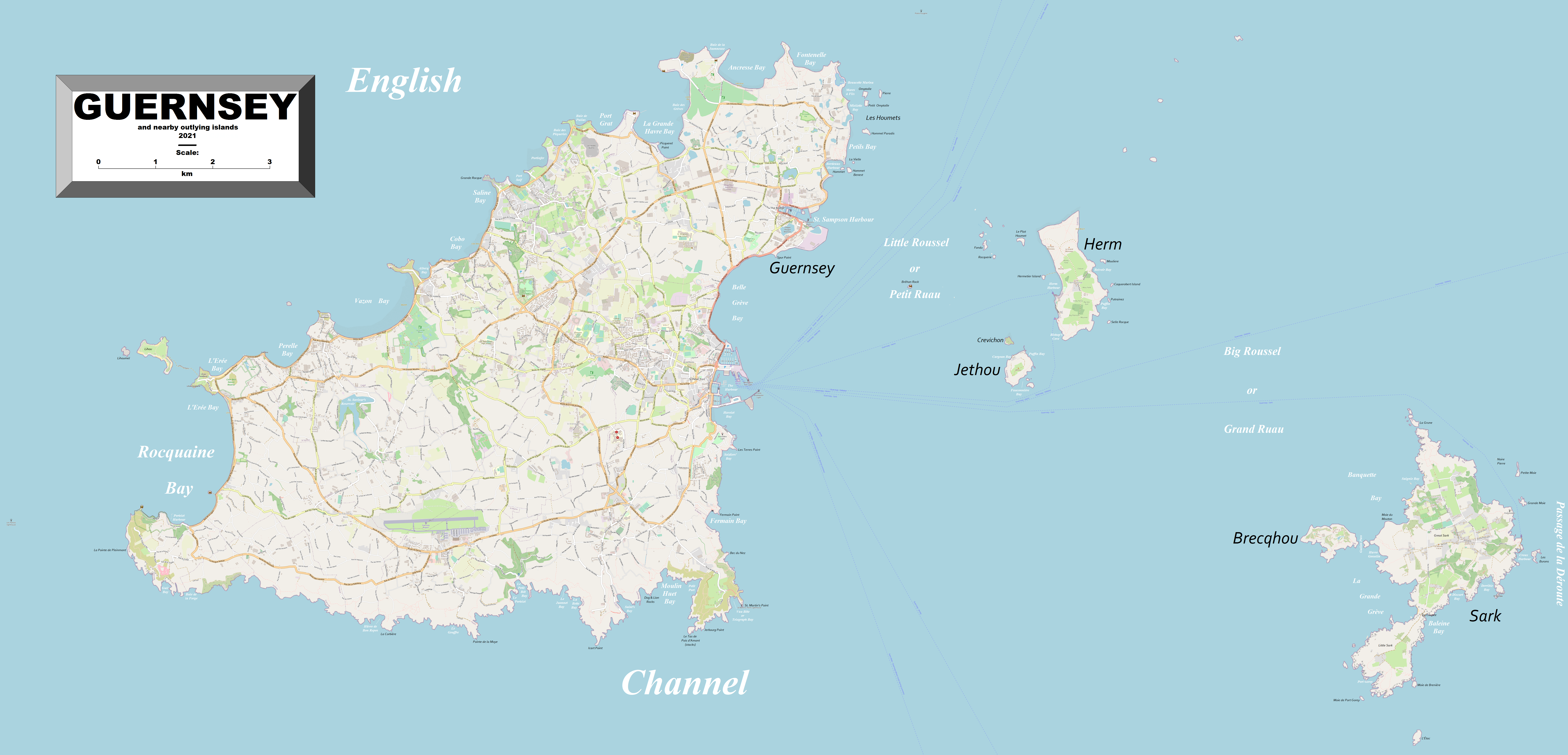
Подробная карта Гернси и близлежащих островов

Гернси и близлежащие острова имеют общую площадь 71 км2. Протяжённость береговой линии острова составляет 46 км. Высота над уровнем моря варьируется от уровня моря до 110 м.
В прибрежных водах Гернси есть немало островков, рифов и скал. В сочетании с диапазоном приливов до 10 метров и быстрым течением в 12 узлов плавать здесь опасно.